# Villa Stanga Borromeo
La villa Stanga Borromeo è una villa posta nel centro abitato di Farfengo, nel territorio comunale di Grumello Cremonese ed Uniti.

## Storia
Le origini della villa non sono precisamente note, ma viste alcune asimmetrie ed irregolarità nella costruzione è possibile ipotizzare che derivi dalla ricostruzione di un edificio più antico, forse un castello.
L'epoca della costruzione può essere ipotizzata nella seconda metà del Cinquecento: ne sarebbero indizi il disegno delle cornici e delle gronde, che ricordano lo stile di Antonio Campi, e la tradizionale attribuzione a Francesco Dattaro o Francesco Bigallo, autori anche della vicina villa Affaitati di Grumello.
La villa è oggi in stato di abbandono.

## Caratteristiche
Posta al centro del paese, ha forma rettangolare sviluppata in larghezza con due brevi risvolti d'estremità verso la piazza antistante.
Al centro della facciata meridionale si apre il portale, che dà accesso a un corridoio che sbuca nel lato opposto in un portico antistante il giardino.
Alcuni elementi decorativi risalgono all'epoca rinascimentale; altri furono invece realizzati nel corso dei secoli successivi in corrispondenza di varie modifiche edilizie.